# Zazula
Zazula je priimek več znanih Slovencev: 
- Ciril Zazula (1924—1995), arhitekt
- Damjan Zazula (*1950), inženir
- Jožef Zazula (1870—1944), pesnik